# Foresta nazionale di Inyo
La foresta nazionale di Inyo (Inyo National Forest) è una foresta nazionale degli Stati Uniti appartenente alla United States National Forest che si estende tra la zona orientale della Sierra Nevada in California e le White Mountains, catena montuosa a cavallo tra California e Nevada.
Nel territorio della foresta sono inglobati diversi punti di interesse nazionale quali il Monte Whitney (il monte più alto degli Stati Uniti d'America contigui, il Boundary Peak (il monte più alto dello stato del Nevada) e l'area protetta denominata Ancient Bristlecone Pine Forest, dove sono ubicati i più vecchi alberi viventi del mondo. La foresta include anche parte della Valle di Owens.
Fu istituita nel 1907 da Theodore Roosevelt nell'ambito della realizzazione dell'acquedotto di Los Angeles.

## Geografia
La foresta si estende su 770271 ettari e include nove aree protette denominate wilderness areas che si estendono complessivamente su 3,200 km2
La maggior parte del territorio della foresta appartiene allo stato della California, al Nevada appartengono 246 km2.
La foresta prende il nome da una delle contee in cui si estende, vale a dire la contea californiana di Inyo. Il nome Inyo deriva da un idioma nativo-americano e significa Luogo di residenza del grande spirito.
La foresta si estende tra le contee californiane di Inyo, Mono, Tulare, Fresno e Madera e tra le contee del Nevada di Esmeralda e Mineral.
Il quartier generale della foresta è sito a Bishop.

### Wilderness areas
Ci sono nove Wilderness areas entro il territorio della foresta nazionale di Inyo che fanno parte del National Wilderness Preservation System:
- Ansel Adams Wilderness
- Boundary Peak Wilderness
- Golden Trout Wilderness
- Hoover Wilderness
- Inyo Mountains Wilderness
- John Muir Wilderness
- Owens River Headwaters Wilderness
- South Sierra Wilderness
- White Mountains Wilderness

## Galleria d'immagini

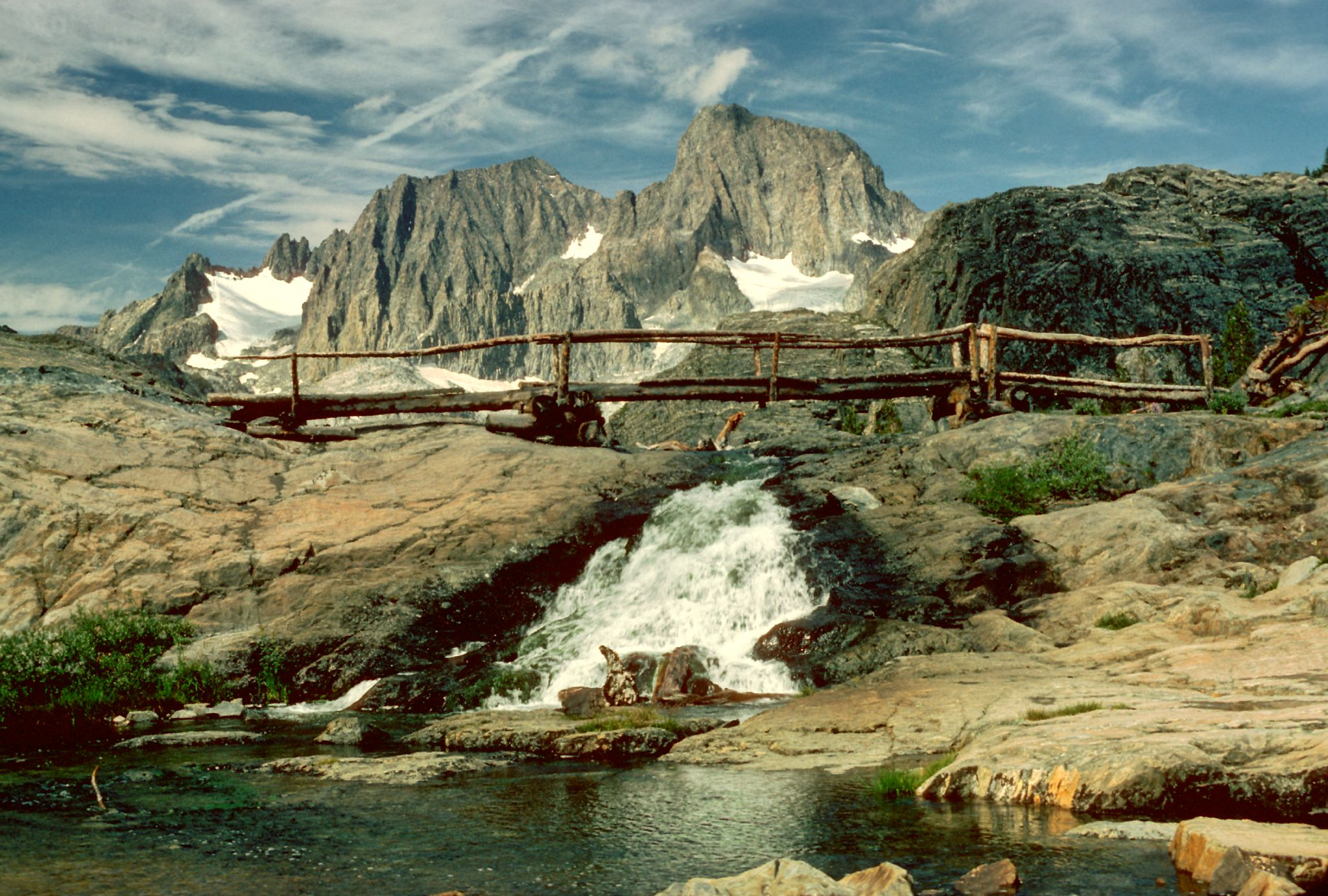
Il Monte Ritter e Banner Peak
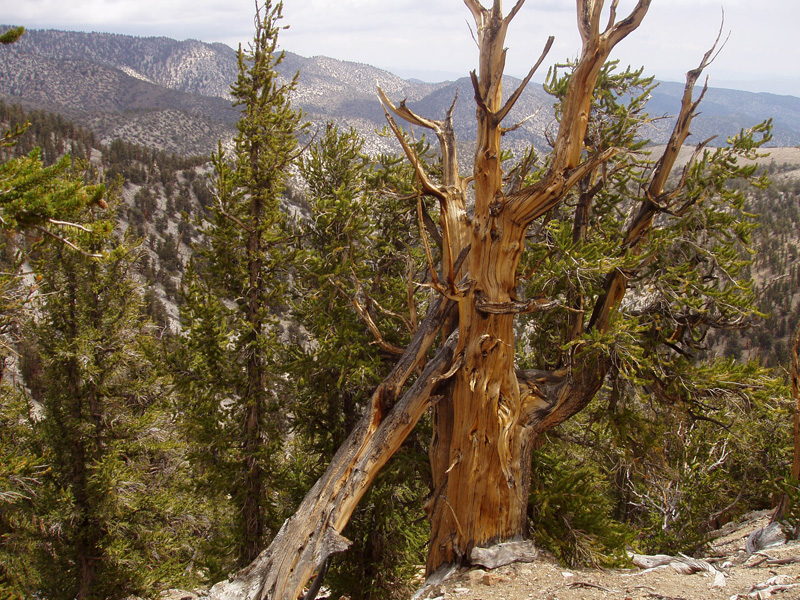
Bristlecone pines
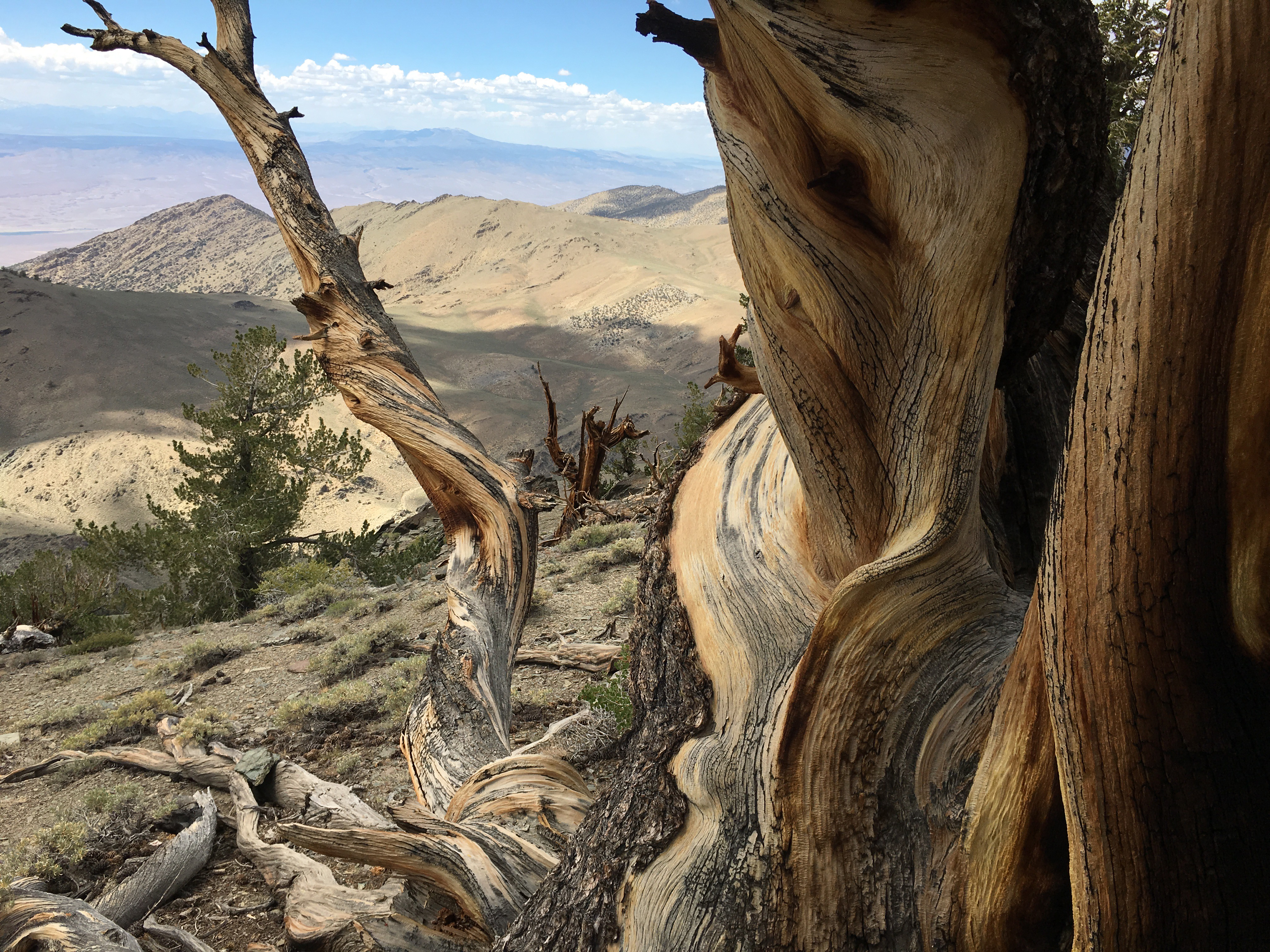
Ancient Bristlecone Pine Forest
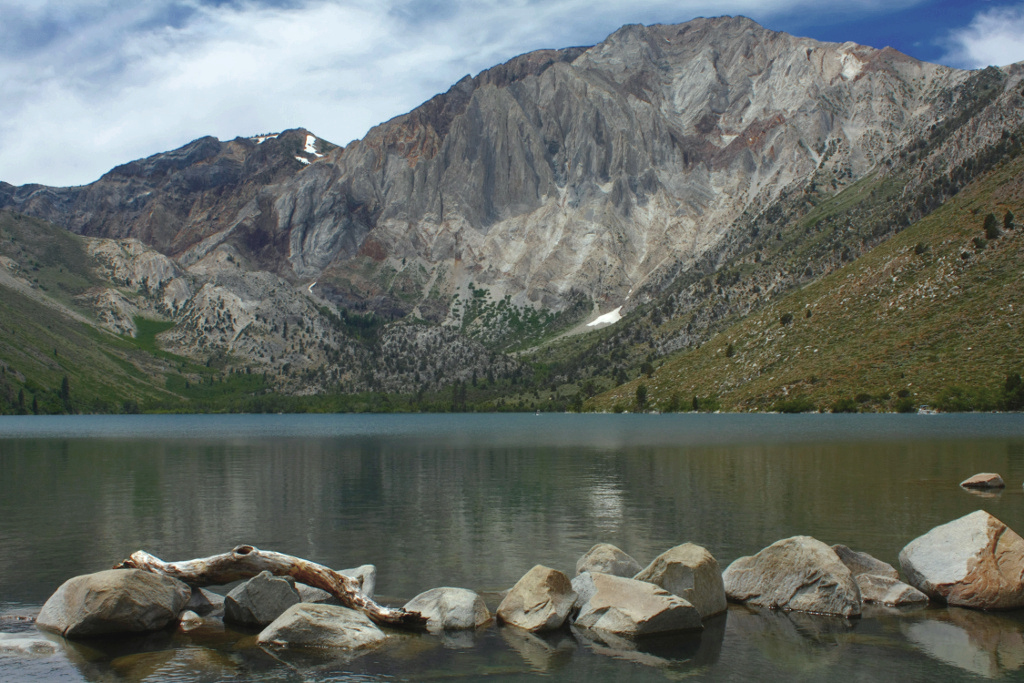
Lago Convict e Monte Laurel